# Хидронефроза
Хидронефрозата е раздуване и дилатация на бъбречния пиелон и чашки (при засягане и дилатация и на уретера се нарича hydroureteronephrosis), най-често дължащо се на обструкция на пътя за оттичане на урината. Нелекувана тя води до прогресивна атрофия на бъбрека. Разделя се на два вида: вродена и придобита или първична и вторична.

## Етиологияипатогенеза

### Вродена хидронефроза
Причините за първичната вродена хидронефроза трябва да се търсят през времето на ембрионалния период. Понякога дори е трудно да се диференцира истинската причина. Тя е резултат най-често на:
- смущения в ембрионалното развитие на бъбрека;
- добавъчни съдове, които излизат от долния полюс на бъбрека и притискат пиело-уретералния сегмент;
- високо разположение на уретера;
- стеснение на уретералния сегмент.

### Придобита хидронефроза
При придобитата (вторична) форма причините за появяването ѝ най-често са: литиаза, тумор, ретроперитонеална фиброза и други форми на обструкция. Двустранна компресия на уретерите може да настъпи по време на бременност. Промененият хормонален статус допълнително засяга мускулните контракции на пикочния мехур, което помага за задълбочаване на състоянието. Обструкции в долните отдели на уринарния тракт, дължащи се на простатна хиперплазия, неврогенен пикочен мехур и други свързани с ретенция на урина и везико-уретрален рефлукс, също могат да доведат до това състояние.
Има и трети вид, при които не се намира видима причина за техния произход (динамична хидронефроза). Смята се, че се дължи на смущения в инервацията на уретера, легенчето и чашките.

## Патологоанатомия
В началото може да се разшири само легенчето (пиелектазия), последвано от чашките (хидрокаликоза) и в краен стадий води до атрофия на бъбречния паренхим – бъбрекът представлява тънкостенна торба. Да се разграничават механично различните стадии не е оправдано от лечебна гледна точка – колкото и да е увреден бъбрекът, трябва да се оперира органосъхраняващо.

## Клинична картина
Клиниката зависи от това дали обструкцията се развива остро или хронично, дали е частична или пълна, едностранна или двустранна.
Остро настъпилата хидронефроза (например предизвикана от нефролитиаза) може да се прояви с остра коликообразна болка в лумбалната област. Съпровожда се или не с гадене и повръщане. Обратно, постепенно настъпващата хидронефроза не предизвиква болка или тя е описвана като тъпа болка (дискомфорт). Възможно е препятствието да настъпи в уретрата или пикочния мехур, което води до дилатация и болка в последния. Блокирането на уринния поток обикновено води до инфекция на пикочните пътища, което от своя страна може да доведе до образуване на допълнителни камъни, повишена температура, кръв и гной в урината.
Ако обструкцията е пълна, може да се стигне до бъбречна недостатъчност. Кръвните изследвания могат да покажат нарушена бъбречна функция (повишени урея и креатини) или електролитен дисбаланс (хипонатриемия/ хиперхлоремична метаболитна ацидоза). Изследването на урината може да покаже повишено pH, като резултат на вторичното разрушаване на нефроните. Статусът на пациента може да установи палпираща се туморна формация в лумбалната/коремната област (рядко).

## Диагноза
Тя се поставя въз основа данните от ехографията – уголемени размери на бъбрека и на неговите кухини. Тези данни ще се потвърдят посредством екскреторната урография. При деца е задължително това изследване да завърши с микционна цисто-уретрография (търсене и на други аномалии). Изотопната нефрография, сцинтиграфията и гамакамерата също се вземат под внимание като допълнителни методи. Възможна е пренатална диагноза на това състояние и голяма част се откриват случайно при пренаталния ехографски скрининг. Въпреки това почти половината от тях са преходни и изчезват до раждането. В други 15% хидронефрозата персистира, но не се асоциира с обструкция (non-refluxing, non-obstructive hydronephrosis). При тези деца се наблюдава спонтанна регресия до 3-годишна възраст. При останалите 35% пренаталната хидронефроза персистира. Кръвните изследвания са показани, но трябва да се интерпретират внимателно. Дори при тежка едностранна хидронефроза, е възможно да няма промени в стойностите на креатинин и урея, поради големите възможности за компенсация от здравия бъбрек. Анализът на урината определя наличие на кръв (характерно при наличие на камък) или признаци на инфекция (позитивна за левкоцити). Нарушената концентрационна способност или повишеното pH (дистална тубуларна ацидоза) са също често срещани.

### Диференциална диагноза
- бъбречни тумори;
- бъбречна поликистоза;
- кисти на бъбрека;
- подвижен бъбрек.

## Лечение
Лечението се извършва оперативно, органосъхраняващо. Изключително важно е правилната преценка на състоянието и метода на лечение, тъй като най-често съществува предразположение за двустранно засягане.
Лечението на хидронефрозата се фокусира върху премахването на обструкцията и дренаж на урината. Специфично е за различните етиологични причини. Остро настъпили състояния се лекуват най-често чрез поставяне на нефростомен дрен. Хроничните обструкции се третират чрез поставяне на уретрален стент или пиелопластика. Обструкции в долния уринарен тракт (неврогенен мехур, простатна хипертрофия и др.) се третират най-често чрез поставяне на катетър и по съответния за даденото заболяване метод.